# Ebbas hus
Ebbas hus er et lille museum i det centrale Malmø. Dette gadehus med aner fra 1700-tallet er et typisk eksempel på hvordan almindelige mennesker boede i Malmø før i tiden. Snormagersken Ebba Olsson boede i huset det meste af sit liv, hvor hun flyttede ind sammen med sin familie i 1911. Hele indretningen fra 1910'erne er bevaret med kakkelovn, zinkvask, loftsrum og das i baggården. Huset doneredes til Malmø Museer i 1984 af Ebba selv, og etableredes i 1991 som museum.